# Герон (озеро)
Герон (англ. Lake Heron) — прісноводне озеро в окрузі Ашбертон у центральній частині регіону Кентербері, на Південному острові в Нової Зеландії.

## Географія

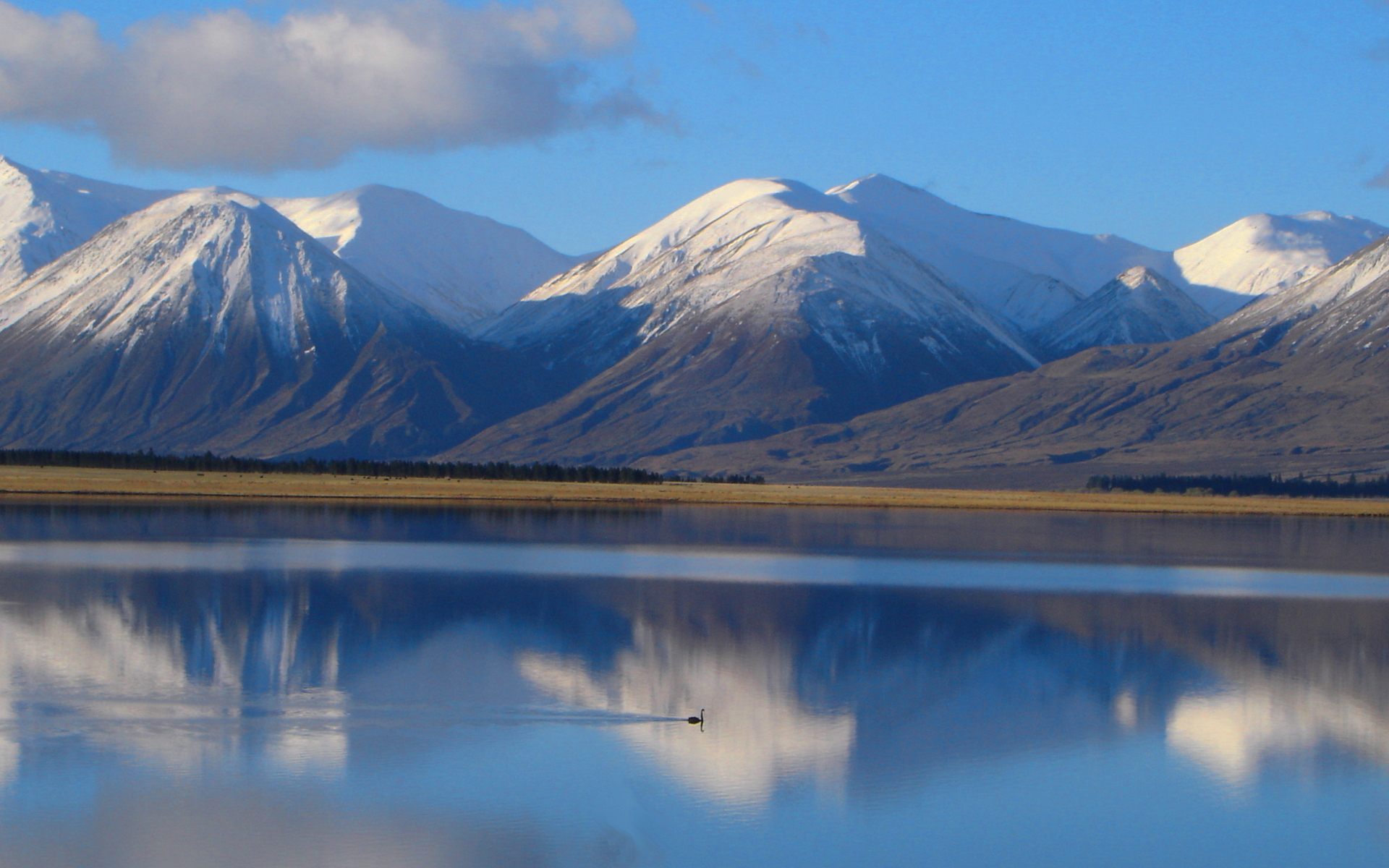
Лебідь, що плаває в озері

В озеро впадає річка Свін та численні потічки, найбільші з яких: Гоум-Крік, Мелліш-Стрім, Дунбар-Стрім, Олівер-Стрім. З озера витікає річка Лаке-Стрім, яка, в свою чергу, впадає у річку Ракая. При самому витоку з озера в Лаке-Стрім впадає ліва притока — Камерон.
Озеро знаходиться на висоті 691 метр над рівнем моря. Площа водного дзеркала — 6,3 км². Середня глибина становить 36 метрів.
На північному сході розташована гора Суґарлоаф (англ. Mount Sugarloaf, укр. Цукрова Голова) висотою 1238 метрів, західні та південні схили якої спускається безпосередньо в озеро, яке оточує її своїми двома, північним та східним, рукавами.

## Екологія
Озеро Герон є природним заповідником і важливим місцем для існування водоплавних птахів, особливо в якості ключового місця розмноження і годування австралійської чубатки, яка знаходиться під загрозою зникнення. В озері також мешкає велика кількість новозеландської черні.
Королівське товариство захисту лісів та птахів Нової Зеландії, «Forest & Bird» висловило занепокоєння наслідками впливу на довкілля нової дороги, прокладеної південним берегом озера.
Користування моторними човнами на озері заборонено для захисту і запобігання занепокоєння його мешканців.